# Pierre Jean Van der Ouderaa
Pierre Jean Van der Ouderaa (Piet Van der Ouderaa) (Antwerpen, 13 januari 1841 – aldaar, 5 januari 1915) was een Belgische kunstschilder.
In 1865 won hij de tweede prijs in het concours van de Prijs van Rome.
In 1882 baarde Van der Ouderaa opzien op de internationale kunsttentoonstelling in Wenen met zijn schilderij De mondzoen. Door de hoge technische perfectie en de bijzonderheid van de voorstelling was het schilderij voortdurend omringd met bewonderaars en nieuwsgierigen.

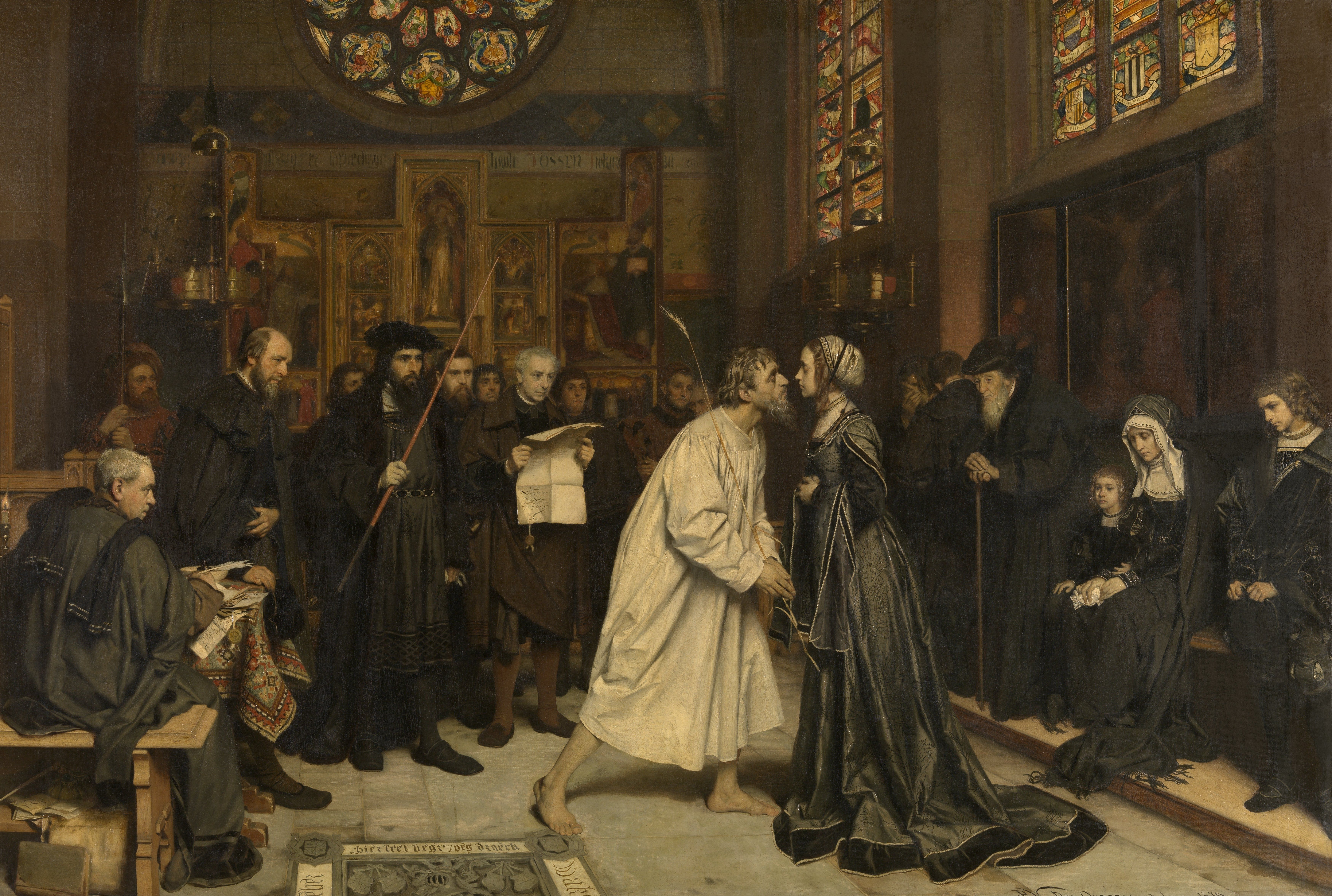
De mondzoen
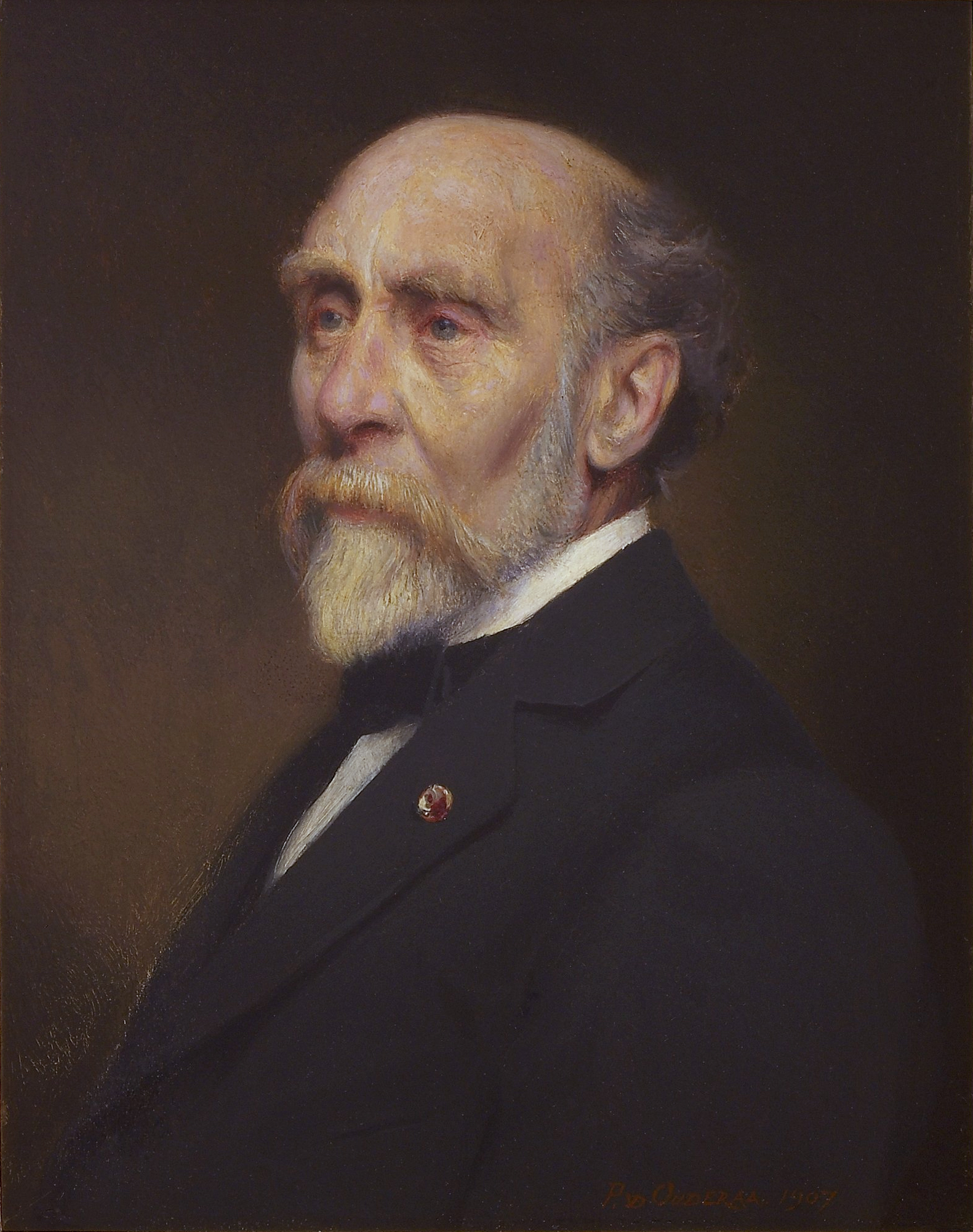
J. Schaeps
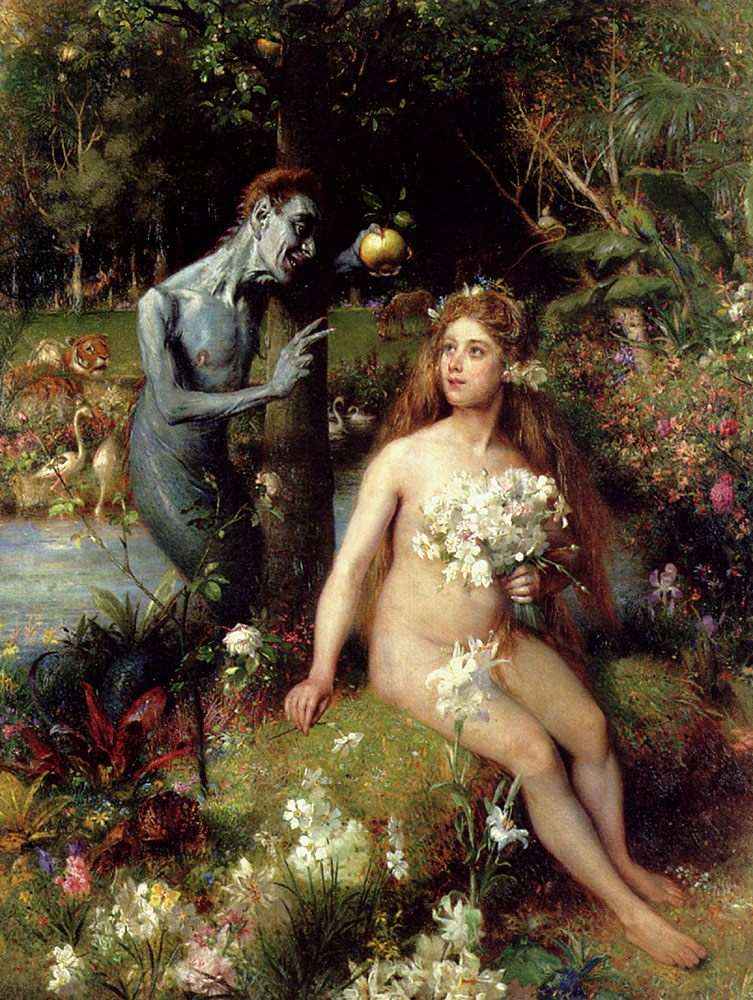
De verleiding van Eva
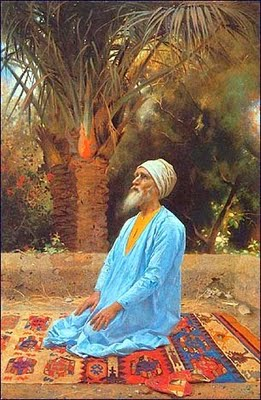
Het gebed
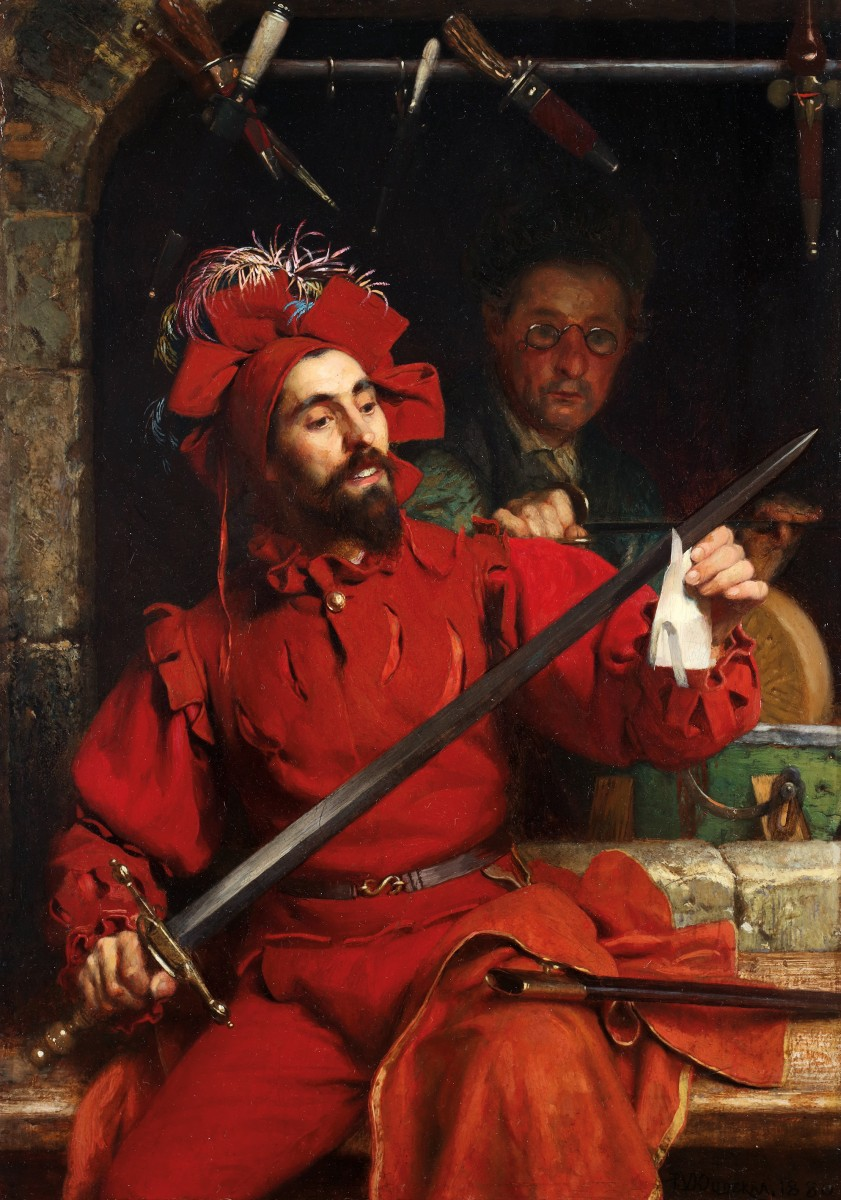
De smid en zijn zwaard

## Referentie
1. ↑  Paul Frauenstädt, Die Todtschlagsühne, Berlin: Habel 1886, p. 3-4.

- Gemeinsame Normdatei: 117190748
- International Standard Name Identifier: 0000 0000 6675 712X
- RKD-Nederlands Instituut voor Kunstgeschiedenis: 61209
- Union List of Artist Names: 500042577
- Virtual International Authority File: 22912662
- WorldCat: E39PBJqvTQwYCjFxpxHC8ddqQq